# 日本キリスト教社会福祉学会
日本キリスト教社会福祉学会（にほんキリストきょうしゃかいふくしがっかい）は、1960年に、関西学院大学教授の竹内愛二、同志社大学教授の嶋田啓一郎らが中心になり結成された、キリスト教の社会福祉に関する学会。キリスト教の福音に基づいて、社会福祉の科学的研究と実践を促進し、社会福祉の発達に寄与することを目的として発足した伝統的な社会福祉系の学会の一つ。現在会員数は500人程度。会長は木原活信（同志社大学教授）。

## 活動
1. 全国大会、研究会、講演会その他の集会の開催
2. 機関誌その他の刊行物の発行
3. 研究調査事業
4. キリスト教社会福祉従事者の養成・研修の援助
5. 内外関係団体との連携・協働
6. その他本会の目的達成に必要、または望ましいと思われる事業

## 事業
- 正規会員になるためには、条項で「クリスチャンコード」がかされており、この点についてその是非をめぐって会員の間でも議論がなされている。
- 事務局： 231-8458　横浜市中区常盤町1-7 横浜YMCA内  日本キリスト教社会福祉学会

## 役員
- 名誉会長：阿部志郎（元神奈川県立大学学長）
- 名誉会長：市川一宏（ルーテル学院大学学長）
- 会長：木原活信（同志社大学教授）
- 副会長：岸川洋治（横須賀基督教社会館館長）